# 스튜디오 1055
유혜정의 스튜디오 1055는 TBN 제주교통방송(제주시, 광해악 FM 105.5MHz, 서귀포 FM 105.9MHz)에서 평일 오전 9시부터 10시 55분까지 방송되는 제주 지역의 출근길 아침 라디오 프로그램이다.

## 일일구성
- 청취자 참여 퀴즈 : 청취자 소통 창구

## 요일별 구성

### 월요일
- 생활법률 - 일상에서 접하는 생활법률 (최호웅 변호사)
- 제주 지금은 그리고 : 제주도정소식(도청 김신아 주무관)

### 화요일
- 유랑책방 : 매주 화요일 만나는 이주의 책
- 9988 건강백서 : 한방, 양방 의사들이 들려주는 건강이야기

### 수요일
- 라떼퀴즈 : 7080 추억속으로 퀴즈
- 평생교육 : 제주의 평생교육 (제주 평생교육원 허정옥 원장)
- 양성평등한 제주만들기 (제주도청 성평등정책관)
- 올레길 인문학 : (제주대 국어국문학 강문종 교수)

### 목요일
- 오감수다 (현택훈 시인)
- 버스따라 제주따라 (신승은 리포터)

### 금요일
- 라디오 동물농장 (삼화훈동물병원 김정훈 원장)
- 제주문화 몬딱 (제민일보 고미기자)